# 埼玉県道380号柿木町蒲生線

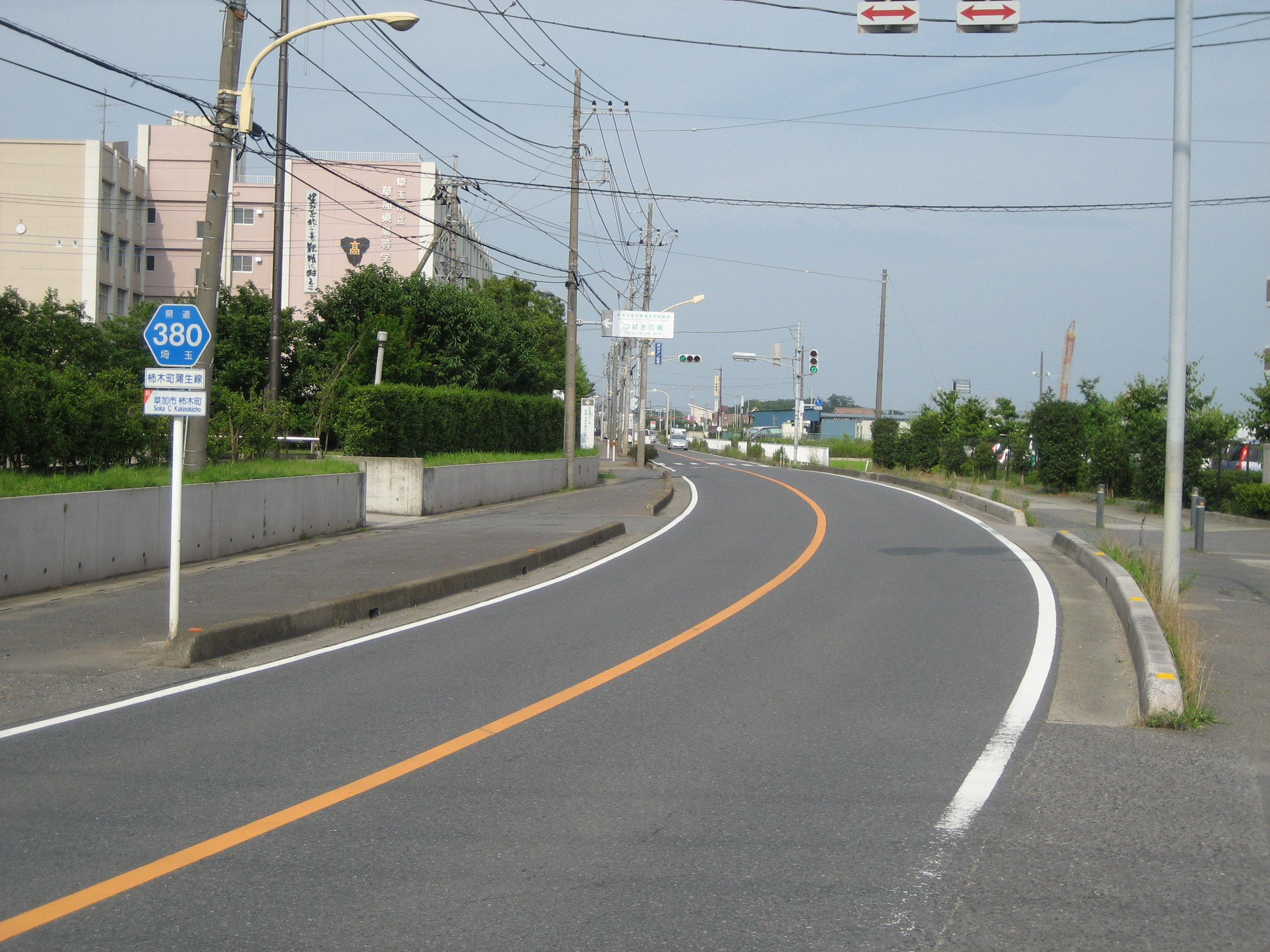
埼玉県立草加東高等学校付近

埼玉県道380号柿木町蒲生線（さいたまけんどう380ごう かきのきちょうがもうせん）は、埼玉県草加市から越谷市を結ぶ一般県道である。

## 路線データ
- 起点：埼玉県草加市柿木町（埼玉県道102号平方東京線交点）
- 終点：埼玉県越谷市蒲生本町（埼玉県道49号足立越谷線交点）
- 実延長：3,373m

## 通過する自治体
- 埼玉県
  - 草加市
  - 越谷市

## 交差・接続する道路
| 交差する道路                     | 交差点名   | 所在地 | 所在地 |
| -------------------------------- | ---------- | ------ | ------ |
| 埼玉県道102号平方東京線          | 柿木町     | 草加市 |        |
| 国道4号（東埼玉道路）            | 草加東高校 | 草加市 |        |
| 埼玉県道115号越谷八潮線          | 蒲生3丁目  | 越谷市 |        |
| 埼玉県道49号足立越谷線           | 蒲生西町   | 越谷市 |        |
| 埼玉県道324号蒲生岩槻線 岩槻方面 |            |        |        |

## 沿線周辺
草加市
- 埼玉県立草加東高等学校
- 埼玉県社会福祉事業団 そうか光生園
- 特別養護老人ホーム クオーターヴィレッジ
- そうか公園
- セブン-イレブン草加柿木町店
- 八条用水（山城橋）

越谷市
- 越谷市立南体育館
- ミニストップ越谷川柳店
- 西友蒲生伊原店（埼玉県越谷市[1]、2002年1月24日開店[1]）
- 葛西用水(天神橋)
- マルエツ蒲生店
- 東武伊勢崎線蒲生駅

## バス路線
- 朝日自動車
  - （南越谷駅南口） - 天神橋 - （越谷南体育館 - 越谷ハートフルクリニック）
  - （南越谷駅南口） - 天神橋 - 草加東高校 ※月曜 - 金曜の通学時間帯のみ
- 東武バス
  - （松原団地駅東口） - 天神橋 - 草加東高校 ※月曜 - 金曜 1往復のみ。朝は柿の木二区行き